# Pantà de Čepkeliai
El Pantà de Čepkeliai (en lituà: raistas Čepkelių) és el pantà més gran de Lituània, situat en el territori del Parc Nacional de Dzūkija (regió etnográfica de Dzūkija), al sud del poble de Marcinkonys del districte municipal de Varėna al nord del riu Kotra i al costat de la frontera amb Belarús. La zona del pantà està protegida com a reserva natural.